# Rêves de poussière
Pour plus de détails, voir Fiche technique et Distribution.
Rêves de poussière (distribué sous les titres anglais Dreams of Dust ou Buried Dreams) est un film franco-canado-burkinabé réalisé par Laurent Salgues, tourné en 2006 et sorti en 2007 au Québec et en 2008 en France.

## Synopsis
Mocktar Dicko est un paysan nigérien qui vient de vivre un drame. Il part pour le Burkina Faso, et trouve un travail à Essakane, au nord-est du pays, dans une mine d'or.

## Fiche technique
- Réalisateur : Laurent Salgues
- Scénario et dialogues : Laurent Salgues
- Photographie : Crystel Fournier
- Montage : Annie Jean
- Son : Thierry Morlass-Lurbe, Luc Mandeville, Stéphane Bergeron
- Musique : Mathieu Vanasse, Jean Massicotte
- Pays d'origine :  France,  Canada et  Burkina Faso
- Distributeur : K-Films Amérique (Québec)
- Conseiller scientifique : Fabrice Colin ( IRD, France)
- Durée : 1h26

## Distribution
- Makena Diop : Mocktar
- Rasmané Ouedraogo : Thiam
- Fatou Tall-Salgues : Coumba
- Joseph Tapsoba : Tidiane
- Souleymane Zouré : Paté

## Distinctions
- Sélectionné pour le Festival du film de Sundance 2007
- Sélectionné pour la Mostra de Venise 2006 - Journée des auteurs
- Sélectionné pour le Festival de Cannes sélection ACID 2006
- Sélectionné pour le Festival international du film de Karlovy Vary 2006
- Prix du meilleur long métrage de fiction - Le Griot de Vent (El Griot de Viento) - Festival de cinéma africain de Tarifa - 2007
- Prix Spécial du Jury - Festival international du film d'Amiens - 2006
- Prix SIGNIS - Festival international du film d'Amiens - 2006
- Prix Kodak de la meilleure photographie pour une première œuvre de fiction - Festival international du film francophone de Namur - 2006
- Prix Ciné & FX - Festival international du film francophone de Namur - 2006